# ARA Bouchard (M-7)
El ARA Bouchard (M-7) fue un dragaminas construido por la Argentina para su armada en la década de 1930, que formaba parte de una serie de nueve unidades de fabricación autóctona. Fue adquirido por Paraguay en 1964 y renombrado ARP Nanawa (P-02).

## Historia
El Bouchard fue construido en la Base Naval Río Santiago de Buenos Aires. Tenía una eslora de 59 m, una manga de 7,3 m y un calado de 2,27 m, con un desplazamiento de 520 t a plena carga. Dos motores diésel lo impulsaban a 16 nudos.
Sus armas eran dos cañones de 100 mm, dos cañones de 40 mm y dos ametralladoras.
En 1964, Argentina vendió el ARA Bouchard a Paraguay, junto al ARA Seaver y ARA Py. En la Armada Paraguaya, el Bouchard recibió el nombre de «ARP Nanawa (P-02)».